# Cyklinowanie

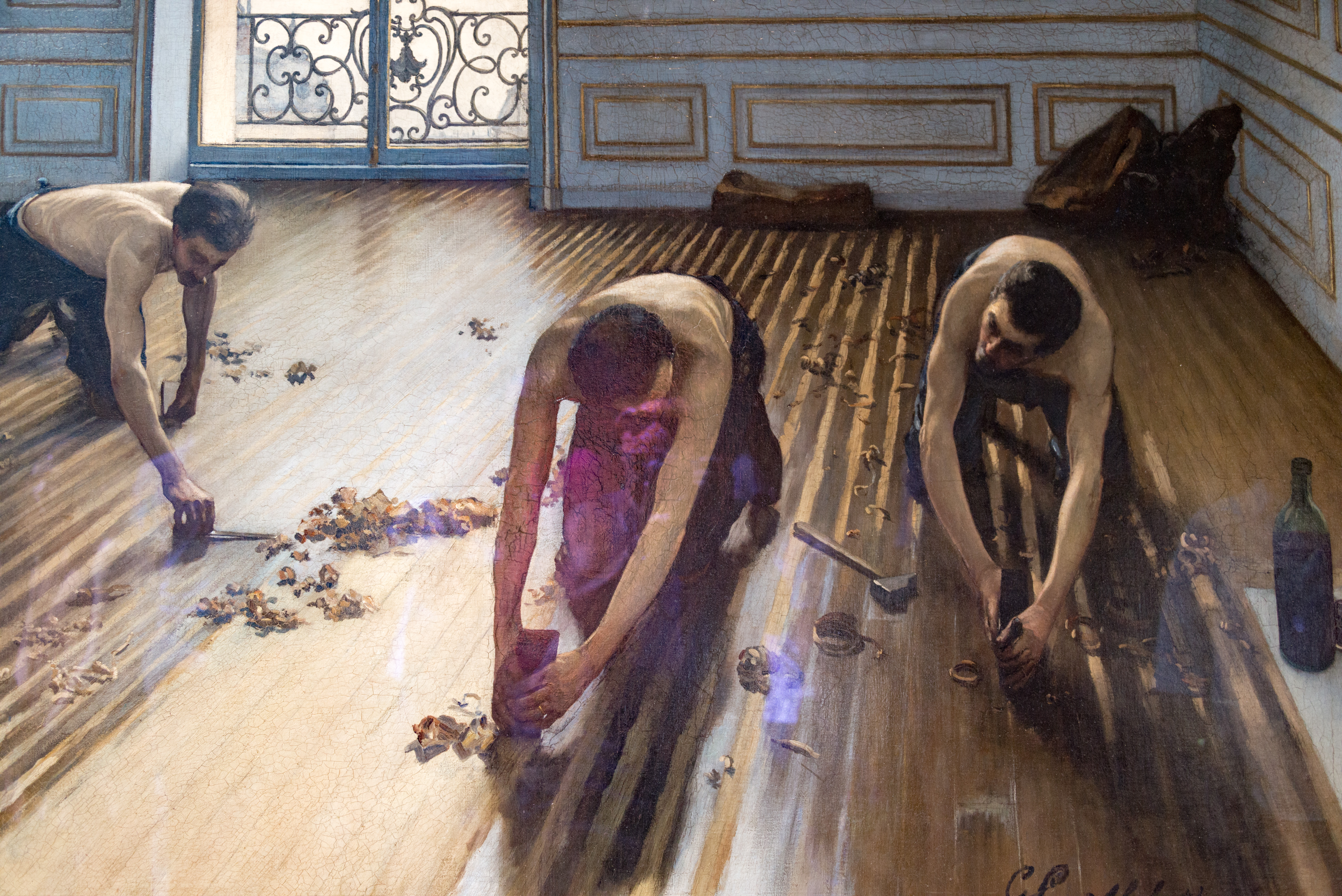
Cyklinowanie ręczne

Cyklinowanie – szlifowanie parkietu, najczęściej wykonywane maszyną szlifującą, czyli cykliniarką. Ma na celu zdarcie wierzchniej, zniszczonej w wyniku użytkowania warstwy drewna.

## Wykonanie
Po wstępnym szlifowaniu grubymi gradacjami papierów ściernych (wyprowadzeniu płaszczyzny P24-P60 i usunięciu starej powłoki) wykańcza się powierzchnię celem osiągnięcia wymaganej gładkości (P60-P100). Po szlifowaniu cykliniarką następuje kolejny etap szlifowania – polerowanie. Maszyna wolnoobrotowa szlifuje powierzchnię drewna siatkami ściernymi o gradacji od 120 do 220. Do obróbki brzegów płaszczyzny używane są szlifierki krawędziowe, nazywane również brzegowymi.
Między operacjami szlifowania (zazwyczaj po wyszlifowaniu papierem o gradacji 60) stosuje się w razie konieczności wypełnianie szczelin między klepkami podłogi mieszaniną płynu do wypełnień na bazie żywic i pyłu drzewnego z wyszlifowanej podłogi. Proces ten nazywany jest szpachlowaniem parkietu. Zwykle po cyklinowaniu podłogę się lakieruje, przeprowadza olejowanie, woskowanie itp. Lakierowanie to 3- lub 4-stopniowy proces. Na wyszlifowaną powierzchnię nanosi się za pomocą wałka lakier podkładowy. Po wyschnięciu przeprowadza się lakierowanie lakierem nawierzchniowym.